# Acentroscelus gallinii
Acentroscelus gallinii es una especie de araña cangrejo del género Acentroscelus, familia Thomisidae. Fue descrita científicamente por Mello-Leitão en 1943.

## Distribución
Se distribuye por Argentina.

## Tratamiento taxonómico
La especie aparece registrada y publicada en Arañas nuevas de Mendoza, La Rioja y Córdoba colectadas por el Professor Max Birabén. Revista del Museo de La Plata (N.S., Zool.) 3: 101–121.